# Shinya Nasu
Shinya Nasu (奈須 伸也 Nasu Shinya?, nacido el 29 de diciembre de 1978 en Osaka) es un exfutbolista japonés. Jugaba de centrocampista y su último club fue el FC Gifu de Japón.

## Trayectoria

### Clubes
| Club                 | País  | Año         |
| -------------------- | ----- | ----------- |
| Sagawa Express Osaka | Japón | 1997 - 1998 |
| Ventforet Kofu       | Japón | 2002 - 2007 |
| FC Gifu              | Japón | 2008        |